# Drosophila unimaculata
Drosophila unimaculata är en tvåvingeart som beskrevs av Gabriel Strobl 1893. Drosophila unimaculata ingår i släktet Drosophila och familjen daggflugor.
Artens utbredningsområde är centrala och östra Europa.